# Armando Martínez
Armando Martínez Limendu (Majagua, 29 agosto 1961) è un ex pugile cubano.
Ha vinto la medaglia d'oro olimpica nel pugilato alle Olimpiadi di Mosca 1980, in particolare nella categoria pesi superwelter.
Nel 1978 ha conquistato una medaglia d'argento ai campionati mondiali di pugilato dilettanti nella stessa categoria.